# Kanada az 1932. évi téli olimpiai játékokon
Kanada az egyesült államokbeli Lake Placidben megrendezett 1932. évi téli olimpiai játékok egyik részt vevő nemzete volt. Az országot az olimpián 6 sportágban 42 sportoló képviselte, akik összesen 7 érmet szereztek.

## Érmesek
| Érem  | Versenyző | Sportág        | Versenyszám    |
| ----- | --- | -------------- | -------------- |
| Arany | Nemzeti válogatott William Cockburn Clifford Crowley Albert Duncanson George Garbutt Roy Henkel Vic Lindquist Norman Malloy Walter Monson Kenneth Moore Romeo Rivers Hack Simpson Hugh Sutherland Stanley Wagner Alston Wise | Jégkorong      | Férfi          |
| Ezüst | Alexander Hurd | Gyorskorcsolya | Férfi 1500 m   |
| Bronz | Alexander Hurd | Gyorskorcsolya | Férfi 500 m    |
| Bronz | Willy Logan | Gyorskorcsolya | Férfi 1500 m   |
| Bronz | Willy Logan | Gyorskorcsolya | Férfi 5000 m   |
| Bronz | Frank Stack | Gyorskorcsolya | Férfi 10 000 m |
| Bronz | Montgomery Wilson | Műkorcsolya    | Férfi egyéni   |

## Északi összetett
| Versenyző       | Sífutás | Sífutás | Sífutás | Síugrás  | Síugrás  | Síugrás  | Síugrás  | Síugrás | Síugrás | Összesítés | Összesítés |
| Versenyző       | Sífutás | Sífutás | Sífutás | 1. ugrás | 1. ugrás | 2. ugrás | 2. ugrás | Össz.   | Össz.   | Összesítés | Összesítés |
| Versenyző       | Idő     | Pont    | Hely.   | Távolság | Pont     | Távolság | Pont     | Pont    | Hely.   | Pont       | Helyezés   |
| --------------- | ------- | ------- | ------- | -------- | -------- | -------- | -------- | ------- | ------- | ---------- | ---------- |
| Howard Bagguley | 1:50:35 | 133,5   | 25.     | 51,0     | 95,7     | 51,5     | 89,5     | 185,2   | 21.     | 318,70     | 24.        |
| Arthur Gravel   | 2:00:18 | 94,5    | 33.     | 50,5     | 91,1     | 51,5     | 93,0     | 184,1   | 22.     | 278,60     | 30.        |
| Jostein Nordmoe | 1:42:56 | 166,0   | 18.     | 53,0     | 100,7    | 52,5     | 100,9    | 201,6   | 9.      | 367,56     | 10.        |
| Ross Wilson     | 1:43:55 | 162,0   | 21.     | 40,0     | 19,0~    | 36,0     | 71,8     | 90,8    | 32.     | 252,80     | 31.        |

~ - az ugrás során elesett

## Gyorskorcsolya
| Versenyző         | Versenyszám | Előfutam       | Előfutam      | Döntő          | Döntő    |
| Versenyző         | Versenyszám | Idő            | Hely.         | Idő            | Helyezés |
| ----------------- | ----------- | -------------- | ------------- | -------------- | -------- |
| Herb Flack        | 1500 m      | idő nem ismert | 4.            | kiesett        | kiesett  |
| Alexander Hurd    | 500 m       | 44,9           | 1.            | idő nem ismert |          |
| Alexander Hurd    | 1500 m      | idő nem ismert | 2.            | idő nem ismert |          |
| Alexander Hurd    | 5000 m      | nem ért célba  | nem ért célba | kiesett        | kiesett  |
| Alexander Hurd    | 10 000 m    | 17:56,2        | 1.            | idő nem ismert | 7.       |
| Willy Logan       | 500 m       | idő nem ismert | 2.            | idő nem ismert | 5.       |
| Willy Logan       | 1500 m      | idő nem ismert | 2.            | idő nem ismert |          |
| Willy Logan       | 5000 m      | idő nem ismert | 3.            | idő nem ismert |          |
| Willy Logan       | 10 000 m    | idő nem ismert | 5.            | kiesett        | kiesett  |
| Marion McCarthy   | 10 000 m    | nem ért célba  | nem ért célba | kiesett        | kiesett  |
| Harry Smyth       | 5000 m      | idő nem ismert | 4.            | idő nem ismert | 8.       |
| Frank Stack       | 500 m       | 44,3           | 1.            | idő nem ismert | 4.       |
| Frank Stack       | 1500 m      | idő nem ismert | 2.            | idő nem ismert | 4.       |
| Frank Stack       | 5000 m      | idő nem ismert | 4.            | idő nem ismert | 7.       |
| Frank Stack       | 10 000 m    | idő nem ismert | 2.            | idő nem ismert |          |
| Leopold Sylvestre | 500 m       | idő nem ismert | 5.            | kiesett        | kiesett  |

## Jégkorong
| Kanadai férfi jégkorongcsapat-játékoskeret                                             | Kanadai férfi jégkorongcsapat-játékoskeret                                     | Kanadai férfi jégkorongcsapat-játékoskeret                      |
| -------------------------------------------------------------------------------------- | ------------------------------------------------------------------------------ | --------------------------------------------------------------- |
| - William Cockburn - Clifford Crowley - Albert Duncanson - George Garbutt - Roy Henkel | - Vic Lindquist - Norman Malloy - Walter Monson - Kenneth Moore - Romeo Rivers | - Hack Simpson - Hugh Sutherland - Stanley Wagner - Alston Wise |

### Eredmények
| 1932. február 4. | Egyesült Államok (USA) | 1 – 2 (0–0, 0–1, 1–0, 0–0, 0–1) | Kanada | Lake Placid |

|  |  |  |  |  |
|  |  |  |  |  |
|  |  |  |  |  |
|  |  |  |  |  |

| 1932. február 6. | Kanada (CAN) | 4 – 1 (2–0, 2–0, 0–1) | Németország | Lake Placid |

|  |  |  |  |  |
|  |  |  |  |  |
|  |  |  |  |  |
|  |  |  |  |  |

| 1932. február 7. | Kanada (CAN) | 9 – 0 (2–0, 5–0, 2–0) | Lengyelország | Lake Placid |

|  |  |  |  |  |
|  |  |  |  |  |
|  |  |  |  |  |
|  |  |  |  |  |

| 1932. február 8. | Kanada (CAN) | 5 – 0 (2–0, 1–0, 2–0) | Németország | Lake Placid |

|  |  |  |  |  |
|  |  |  |  |  |
|  |  |  |  |  |
|  |  |  |  |  |

| 1932. február 9. | Kanada (CAN) | 10 – 0 (5–0, 1–0, 4–0) | Lengyelország | Lake Placid |

|  |  |  |  |  |
|  |  |  |  |  |
|  |  |  |  |  |
|  |  |  |  |  |

| 1932. február 13. | Egyesült Államok (USA) | 2 – 2 (1–1, 1–0, 0–1, 0–0, 0–0, 0–0) | Kanada | Lake Placid |

|  |  |  |  |  |
|  |  |  |  |  |
|  |  |  |  |  |
|  |  |  |  |  |

Végeredmény
| Csapat                 | M | Gy | D | V | G+ | G– | Gk  | P  |
| ---------------------- | - | -- | - | - | -- | -- | --- | -- |
| Kanada (CAN)           | 6 | 5  | 1 | 0 | 32 | 4  | +28 | 11 |
| Egyesült Államok (USA) | 6 | 4  | 1 | 1 | 27 | 5  | +22 | 9  |
| Németország (GER)      | 6 | 2  | 0 | 4 | 7  | 26 | –19 | 4  |
| Lengyelország (POL)    | 6 | 0  | 0 | 6 | 3  | 34 | –31 | 0  |

| Csapat | Helyezés |
| ------ | -------- |
| Kanada |          |

## Műkorcsolya
| Versenyző                                 | Versenyszám  | Kötelező elemek   | Kötelező elemek | Kűr               | Kűr   | Összesítés                     | Összesítés                     | Összesítés                     | Összesítés                     | Összesítés                     | Összesítés                     | Összesítés                     | Összesítés        | Összesítés  | Összesítés | Összesítés |
| Versenyző                                 | Versenyszám  | Kötelező elemek   | Kötelező elemek | Kűr               | Kűr   | Helyezési pontszámok bírónként | Helyezési pontszámok bírónként | Helyezési pontszámok bírónként | Helyezési pontszámok bírónként | Helyezési pontszámok bírónként | Helyezési pontszámok bírónként | Helyezési pontszámok bírónként | Több. hely. száma | Hely. össz. | Pont       | Helyezés   |
| Versenyző                                 | Versenyszám  | Több. hely. száma | Hely.           | Több. hely. száma | Hely. | 1                              | 2                              | 3                              | 4                              | 5                              | 6                              | 7                              | Több. hely. száma | Hely. össz. | Pont       | Helyezés   |
| ----------------------------------------- | ------------ | ----------------- | --------------- | ----------------- | ----- | ------------------------------ | ------------------------------ | ------------------------------ | ------------------------------ | ------------------------------ | ------------------------------ | ------------------------------ | ----------------- | ----------- | ---------- | ---------- |
| Montgomery Wilson                         | Férfi egyéni | 4×3+              | 3.              | 5×3+              | 3.    | 4,0                            | 3,0                            | 4,0                            | 4,0                            | 3,0                            | 3,0                            | 3,0                            | 4×3+              | 24,0        | 2448,3     |            |
| Constance Wilson-Samuel                   | Női egyéni   | 4×3.5+            | 4.              | 7×5+              | 5.    | 3,0                            | 5,0                            | 4,0                            | 5,0                            | 3,0                            | 4,0                            | 4,0                            | 5×4+              | 28,0        | 2131,9     | 4.         |
| Elizabeth Fisher                          | Női egyéni   | 6×13+             | 13.             | 5×12+             | 12.   | 10,0                           | 13,0                           | 10,0                           | 14,0                           | 12,0                           | 9,0                            | 14,0                           | 4×12+             | 82,0        | 1801,0     | 13.        |
| Mary Littlejohn                           | Női egyéni   | 7×15+             | 15.             | 7×15+             | 15.   | 11,0                           | 15,0                           | 15,0                           | 15,0                           | 15,0                           | 15,0                           | 15,0                           | 7×15+             | 101,0       | 1711,6     | 15.        |
| Constance Wilson-Samuel Montgomery Wilson | Páros        |                   |                 |                   |       | 5,0                            | 6,0                            | 5,0                            | 6,0                            | 4,0                            | 5,0                            | 4,0                            | 5×5+              | 35,0        | 69,6       | 5.         |
| Frances Claudet Chauncey Bangs            | Páros        |                   |                 |                   |       | 6,0                            | 4,0                            | 6,0                            | 2,0                            | 6,0                            | 6,0                            | 6,0                            | 7×6+              | 36,0        | 68,9       | 6.         |

## Sífutás
| Versenyző      | Versenyszám | Eredmény      | Helyezés      |
| -------------- | ----------- | ------------- | ------------- |
| Bud Clark      | 18 km       | 1:46:33       | 38.           |
| John Currie    | 18 km       | 1:49:03       | 40.           |
| Harry Pangman  | 18 km       | 1:43:12       | 35.           |
| John Taylor    | 18 km       | 1:48:11       | 39.           |
| Hubert Douglas | 50 km       | nem ért célba | nem ért célba |
| Kaare Engstad  | 50 km       | 5:19:19       | 16.           |
| Walter Ryan    | 50 km       | nem ért célba | nem ért célba |

## Síugrás
| Versenyző      | 1. ugrás | 1. ugrás | 1. ugrás | 2. ugrás | 2. ugrás | 2. ugrás | Összesítés | Összesítés |
| Versenyző      | Távolság | Pont     | Hely.    | Távolság | Pont     | Hely.    | Pont       | Helyezés   |
| -------------- | -------- | -------- | -------- | -------- | -------- | -------- | ---------- | ---------- |
| Leslie Gagne   | 45,0     | 82,5     | 26.      | 44,5     | 28,0     | 31.      | 110,5      | 30.        |
| Jacques Landry | 52,5     | 91,7     | 21.      | 54,0     | 95,1     | 19.      | 186,8      | 20.        |
| Bob Lymburne   | 58,0     | 98,6     | 13.      | 51,0     | 93,5     | 22.*     | 192,1      | 19.        |
| Arnold Stone   | 61,5     | 30,0~    | 33.      | 49,0     | 85,5     | 26.      | 115,5      | 29.        |

* - egy másik versenyzővel azonos eredményt ért el

~ - az ugrás során elesett